# 春田謙
春田 謙（はるた けん、1948年6月29日 - ）は、日本の国土交通官僚。国土交通事務次官を経て、新関西国際空港代表取締役社長、関西国際空港土地保有代表取締役社長。

## 人物・経歴
東京都出身。
1967年、東京教育大学附属中学校・高等学校（現・筑波大学附属中学校・高等学校）卒業。1972年、東京大学法学部卒業、運輸省入省。2004年、国土交通省政策統括官。2005年、国土交通省大臣官房長。2006年、国土交通審議官。2008年、国土交通事務次官。2009年、国土交通省顧問。2010年、株式会社損害保険ジャパン顧問。
一般社団法人日本災害医療ロジスティック協会理事長を経て、2012年新関西国際空港株式会社代表取締役副社長。2016年新関西国際空港株式会社代表取締役社長、関西国際空港土地保有株式会社代表取締役社長。2019年令和元年秋の叙勲で瑞宝重光章受章。